# Макіївська міська територіальна громада
Макіївська міська громада  — номінально утворена територіальна громада в Донецькому районі Донецької області України. Адміністративний центр — місто Макіївка.
Територія громади є окупованою військами РФ.
Утворена розпорядженням Кабінету Міністрів України від 12 червня 2020 р. № 710-р шляхом об'єднання Макіївської міської ради із Грузько-Зорянською, Криничанською, Нижньокринською, Пролетарською, Ясинівською селищними радами і Верхньокринською сільською радою.

## Населені пункти територіальної громади
До складу громади входять 33 населених пунктів: місто Макіївка, 18 селищ:  Велике Оріхове, Високе, Вугляр, Грузько-Зорянське, Грузько-Ломівка, Гусельське, Землянки, Колосникове, Кринична, Липське, Лісне, Маяк, Межове, Нижня Кринка, П'ятипілля, Тихе, Холодне, Ясинівка, а також 14 сіл: Алмазне, Василівка, Верхня Кринка, Красна Зоря, Леб'яже, Липове, Молочарка, Монахове,  Новий Світ, Новомар'ївка, Новоселівка, Оріхове, Холмисте, Шевченко.